# Jean Davy
Pour les articles homonymes, voir Davy.
Jean Davy est un comédien français, né le 15 octobre 1911 à Puteaux et mort le 5 février 2001 dans le 16e arrondissement de Paris.
Il doublait régulièrement les acteurs Errol Flynn, Robert Taylor et Orson Welles.

## Biographie
Ancien sociétaire de la Comédie-Française, Jean Davy a aussi prêté sa voix à de nombreux films, doublant entre autres Errol Flynn dans Les Aventures de Robin des Bois (1938) ou James Mason dans Voyage au centre de la terre (1959).

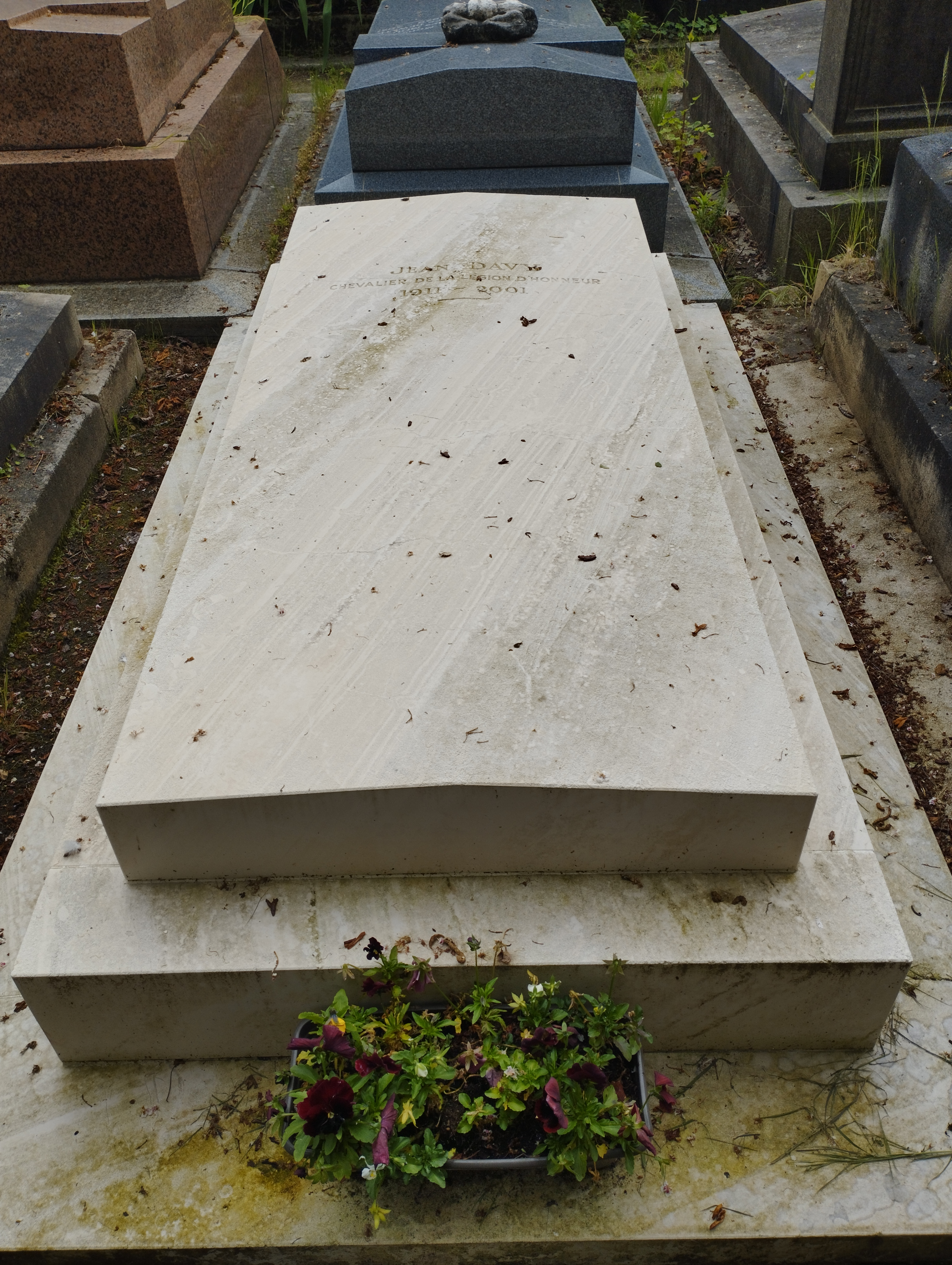
Tombe de Jean Davy au cimetière de Passy (division 2).

Dans les années 1960, il a créé la Compagnie Jean Davy, qu'il a animée pendant trois décennies.
Il a joué au théâtre jusqu'à son dernier souffle ; la veille de sa mort il jouait encore dans Stalker au Théâtre du Nord-Ouest, à Paris.
Il était l'époux de la comédienne Odile Mallet.
Il est inhumé au cimetière de Passy (division 2).

## Théâtre
- 1933 : Karma de Jeffrey Dell, Théâtre de l'Œuvre
- 1935 : Les Retours imprévus d'Edmond Sée
- 1936 : Les Innocentes adaptation de la pièce The Children's Hour de Lillian Hellman, Théâtre des Arts
- 1937 : Altitude 3200 de Julien Luchaire, mise en scène Raymond Rouleau, Théâtre de l'Étoile
- 1938 : Virage dangereux de John Boynton Priestley, mise en scène Raymond Rouleau, Théâtre Pigalle
- 1939 : Baignoire "B" de Maurice Diamant-Berger, mise en scène Jean Wall, Théâtre Marigny
- 1941 : Vêtir ceux qui sont nus de Luigi Pirandello, mise en scène André Barsacq, Théâtre de l'Atelier
- 1943 : L'Honorable Monsieur Pepys de Georges Couturier, mise en scène André Barsacq, Théâtre de l'Atelier
- 1944 : Antigone de Jean Anouilh, mise en scène André Barsacq, Théâtre de l'Atelier
- 1945 : Les Frères Karamazov de Fiodor Dostoïevski, mise en scène André Barsacq, Théâtre de l'Atelier
- 1945 : L'Agrippa ou la folle journée d'André Barsacq, mise en scène de l'auteur, Théâtre de l'Atelier
- 1946 : L'Agrippa ou la folle journée d'André Barsacq, mise en scène de l'auteur, Théâtre des Célestins
- 1947 : Chatterton d'Alfred de Vigny, Comédie-Française
- 1948 : La Peine capitale de Claude-André Puget, mise en scène Julien Bertheau, Comédie-Française
- 1948 : La Mort de Danton de Georg Büchner, mise en scène Jean Vilar, Festival d'Avignon
- 1948 : Shéhérazade de Jules Supervielle, mise en scène Jean Vilar, Festival d'Avignon, Théâtre Edouard VII
- 1948 : Andromaque de Racine, mise en scène Maurice Escande, Comédie-Française
- 1948 : Renaud et Armide de Jean Cocteau, mise en scène de l'auteur, Comédie-Française
- 1949 : L'Inconnue d'Arras d'Armand Salacrou, mise en scène Gaston Baty, Comédie-Française
- 1949 : Iphigénie en Aulide de Racine, mise en scène Julien Bertheau, Comédie-Française
- 1949 : Le Soulier de satin de Paul Claudel, mise en scène Jean-Louis Barrault, Comédie-Française
- 1949 : Jeanne la Folle de François Aman-Jean, mise en scène Jean Meyer, Comédie-Française au Théâtre de l'Odéon
- 1949 : Le Cid de Corneille, mise en scène Julien Bertheau, Comédie-Française
- 1949 : Bérénice de Racine, mise en scène Gaston Baty, Comédie-Française : Paulin (28 fois de 1949 à 1957)
- 1950 : L'Otage de Paul Claudel, mise en scène Henri Rollan, Comédie-Française
- 1950 : Un conte d'hiver de William Shakespeare, mise en scène Julien Bertheau, Comédie-Française
- 1951 : Chacun sa vérité de Luigi Pirandello, mise en scène Julien Bertheau, Comédie-Française
- 1951 : Madame Sans-Gêne de Victorien Sardou, mise en scène Georges Chamarat, Comédie-Française
- 1951 : Antigone de Sophocle, mise en scène Henri Rollan, Comédie-Française
- 1951 : Douze Livres de James Matthew Barrie, mise en scène Daniel Lecourtois, Comédie-Française
- 1951 : Comme il vous plaira de William Shakespeare, mise en scène Jacques Charon, Comédie-Française
- 1951 : Amphitryon 38 de Jean Giraudoux, mise en scène Jean Vernier, Théâtre des Célestins
- 1951 : Andromaque, Phèdre de Racine, Théâtre des Célestins
- 1952 : Œdipe roi de Sophocle, mise en scène Julien Bertheau, Comédie-Française
- 1952 : Duo de Paul Géraldy, mise en scène Pierre Dux, Comédie-Française
- 1952 : Phèdre de Racine, mise en scène Jean-Louis Barrault, Comédie-Française
- 1952 : Roméo et Juliette de William Shakespeare, mise en scène Julien Bertheau, Comédie-Française
- 1952 : Mithridate de Racine, mise en scène Jean Yonnel, Comédie-Française
- 1953 : Sur la terre comme au ciel de Fritz Hochwälder, mise en scène Jean Mercure, Théâtre des Célestins
- 1956 : Nicomède de Corneille, mise en scène Jean Yonnel, Comédie-Française
- 1958 : Amphitryon 38 de Jean Giraudoux, mise en scène Raymond Gérôme, Festival de Bellac
- 1958 : L'Homme de guerre de François Ponthier, mise en scène Marcelle Tassencourt, Comédie de Paris
- 1959 : Le soleil est-il méchant ? de Le Marois, mise en scène Georges Chamarat, Théâtre Hébertot
- 1959 : Long voyage vers la nuit d'Eugene O'Neill, mise en scène Marcelle Tassencourt, Théâtre Hébertot
- 1960 : Long voyage vers la nuit d'Eugene O'Neill, mise en scène Marcelle Tassencourt, Théâtre Marigny
- 1961 : Antigone de Jean Anouilh, mise en scène André Barsacq
- 1961 : L'Annonce faite à Marie de Paul Claudel, mise en scène Pierre Franck, Théâtre de l'Œuvre
- 1962 : L'Amour de toi d'Yvonne Gautier et François Dereyne, mise en scène Daniel Crouet, Théâtre Charles de Rochefort
- 1963 : Hélène ou la Joie de vivre d'André Roussin et Madeleine Gray, mise en scène André Roussin
- 1966 : La Preuve par quatre de Félicien Marceau, mise en scène de l'auteur, Théâtre des Célestins
- 1966 : L'Ordalie ou la Petite Catherine de Heilbronn d'Heinrich von Kleist, mise en scène Jean Anouilh et Roland Piétri, Théâtre Montparnasse
- 1970 : J'ai régné cette nuit de Pierre Sabatier, mise en scène Jacques Ardouin, Théâtre Hébertot
- 1970 : Le Soir du conquérant de Thierry Maulnier, mise en scène Pierre Franck, Théâtre Hébertot
- 1971 : Le Procès des Templiers de Guy Vassal, mise en scène de l'auteur, Hyères, Festival d'Aigues-Mortes
- 1971 : Le Roman de Flamenca de Guy Vassal, mise en scène de l'auteur, Hyères
- 1972 : Clérambard de Marcel Aymé, mise en scène Jean-Paul Cisife
- 1972 : Le Roman de Flamenca de Guy Vassal, mise en scène de l'auteur, Festival d'Aigues-Mortes
- 1972 : Une visite de noces d'Alexandre Dumas fils, mise en scène Jacques Échantillon, Théâtre des Variétés
- 1972 : Les Œufs de l'autruche d'André Roussin, mise en scène Jacques Échantillon, Théâtre des Variétés
- 1972 : Le Voyageur sans bagage de Jean Anouilh
- 1974 : Le Procès des Templiers de Guy Vassal, mise en scène de l'auteur, Festival d'Aigues-Mortes
- 1974 : Le Roman de Flamenca de Guy Vassal, mise en scène de l'auteur, Festival Théâtral d'Albi, Festival d'Aigues-Mortes
- 1974 : Gilles de Rais de Guy Vassal, mise en scène de l'auteur, Festival Théâtral d'Albi, Festival d'Aigues-Mortes, Fêtes Médiévales de Génolhac
- 1975 : Le Cid de Corneille, mise en scène Michel Le Royer, Théâtre Montansier
- 1975 : La Guerre des Demoiselles de Guy Vassal, mise en scène de l'auteur, Festival Théâtral d'Albi, Festival d'Aigues-Mortes, Festival de la Cité Carcassonne
- 1976 : Lorenzaccio d'Alfred de Musset, mise en scène Pierre Vielhescaze, Tréteaux de France
- 1977 : Vive Henri IV ! ou la Galigaï de Jean Anouilh, mise en scène Nicole Anouilh, Théâtre de Paris
- 1979 : Le Bourgeois gentilhomme de Molière, mise en scène Marcelle Tassencourt, Théâtre Mogador
- 1979 : La Fraîcheur de l'aube de Herb Gardner, mise en scène Raymond Rouleau, Théâtre de l'Athénée
- 1979 : L'Alcade de Zalamea de Calderon, mise en scène de Jean Le Poulain, Festival de Vaison-la-Romaine, avec Jean Marais
- 1981 : Thérèse Raquin d'Émile Zola, mise en scène Raymond Rouleau, Théâtre de Boulogne-Billancourt
- 1982 : Hamlet de William Shakespeare, mise en scène Jean-Paul Zehnacker, Porte de Champerret
- 1983 : Amphitryon 38 de Jean Giraudoux, mise en scène Odile Mallet et Geneviève Brunet, Festival de Bellac
- 1984 : Sodome et Gomorrhe de Jean Giraudoux, mise en scène Odile Mallet et Geneviève Brunet, Festival de Bellac
- 1984 : Le Pharaon de Geva Caban, mise en scène Étienne Bierry, Théâtre de Poche Montparnasse
- 1985 : La guerre de Troie n'aura pas lieu de Jean Giraudoux, mise en scène Odile Mallet et Geneviève Brunet, Festival de Bellac
- 1988 : Fra Sylvère ou Le Péché d'angélisme de Tristan Sévère et Muse Dalbray, mise en scène Mario Franceschi, Théâtre Mouffetard
- 1988 : Électre de Jean Giraudoux, mise en scène Odile Mallet et Geneviève Brunet, Festival de Bellac
- 1989 : La Trilogie des Coûfontaine : Le Père humilié de Paul Claudel, mise en scène Jean-Paul Lucet, Théâtre des Célestins
- 1989 : L'Aiglon d'Edmond Rostand, mise en scène Anne Delbée, Théâtre des Mathurins
- 1990 : Tessa, la nymphe au cœur fidèle adaptation Jean Giraudoux d'après Basil Dean et Margaret Kennedy, mise en scène Odile Mallet et Geneviève Brunet, Festival de Bellac
- 1991 : As you like it de William Shakespeare, mise en scène Marc Francois, Théâtre de Gennevilliers
- 1993 : La Lettre de Jean-Luc Jeener, mise en scène de l'auteur, Crypte Saint-Agnès Paris
- 1993 : L'Aiglon d'Edmond Rostand, mise en scène Jean Danet, Tréteaux de France
- 1994 : La Présentation d'Emmanuel Rongiéras d'Usseau, mise en scène Alain Rosset, Théâtre Mouffetard
- 1998 : Frédérick ou le boulevard du crime d'Éric-Emmanuel Schmitt, mise en scène Bernard Murat, Théâtre Marigny
- 2001 : Stalker de Patrice Le Cadre, pièce écrite en hommage au film d'Andreï Tarkovski, mise en scène Jean-Luc Jeener, Théâtre du Nord-Ouest

## Filmographie

### Cinéma
- 1935 : L'Équipage d'Anatole Litvak : Brulard
- 1936 : Mayerling d'Anatol Litvak : Le Comte Hoyos
- 1938 : Remontons les Champs-Élysées de Sacha Guitry : Ludovic et Jean-Louis
- 1938 : La Maison du Maltais de Pierre Chenal : Un ami de Chervin
- 1942 : L'Homme qui joue avec le feu de Jean de Limur : Jacques
- 1942 : Le Destin fabuleux de Désirée Clary de Sacha Guitry : Berthier
- 1943 : Une étoile au soleil d'André Zwobada : Pierre de Merlerault
- 1943 : La Main du diable de Maurice Tourneur : Le mousquetaire
- 1943 : Mon amour est près de toi de Richard Pottier : Chambord
- 1944 : Premier de cordée de Louis Daquin : Hubert de Vallon
- 1945 : Farandole d'André Zwobada : L'avocat
- 1945 : Le Mystère Saint-Val de René Le Hénaff : Max Robertal
- 1945 : Le Jugement dernier de René Chanas : Stefan
- 1945 : Seul dans la nuit de Christian Stengel : Dalbret
- 1946 : Mission spéciale de Maurice de Canonge : Chabrier
- 1946 : Lueur - court métrage - de Pierre Thévenard
- 1947 : Brigade criminelle de Gilbert Gil : Commissaire Chabrier
- 1947 : Vertiges de Richard Pottier : Berthier
- 1947 : La Grande Maguet de Roger Richebé : Edmond de Norvaisis
- 1947 : Jeux d'ombres et de lumière - court métrage - de Pierre Dumonteil : Uniquement la voix
- 1947 : Erreur judiciaire de Maurice de canonge
- 1948 : Le Destin exécrable de Guillemette Babin de Guillaume Radot : Le procureur Salavert
- 1948 : Une mort sans importance d'Yvan Noé : (voix)
- 1949 : La Femme nue d'André Berthomieu : Rouchard
- 1949 : Au royaume des cieux de Julien Duvivier : Le curé Antonin
- 1949 : On ne triche pas avec la vie de René Delacroix et paul Vandenberghe : Albert Desforges
- 1949 : La Louve de Guillaume Radot : Saint-Ricquier
- 1950 : Cartouche, roi de Paris de Guillaume Radot : Le régent Philippe d'Orléans
- 1950 : Souvenirs perdus de Christian-Jaque : Le speaker, dans le sketch : "Une couronne mortuaire"
- 1951 : Le Vrai Coupable de Pierre Thévenard : Dr Delorme
- 1953 : La Marche glorieuse - Documentaire - de Pierre Gaspard-Huit et William Magnin : Uniquement la voix
- 1953 : Un siècle d'or / L'art des primitifs flamands (Een gouden eeuw - De kunst der Vlaamse primitieven) - Film documentaire - de Paul Haesaerts : Uniquement la voix
- 1954 : Picasso - Film documentaire - de Luciano Emmer : Uniquement la voix
- 1955 : Bwana Kitoko - Film documentaire - d'André Cauvin : Uniquement la voix
- 1958 : Christine de Pierre Gaspard-Huit : Le Colonel
- 1959 : Drôles de phénomènes de Robert Vernay : Torques
- 1962 : Le Masque de fer d'Henri Decoin : maréchal de Turenne
- 1973 : Le Complot de René Gainville
- 1974 : Stavisky d'Alain Resnais : la voix de Corolian (voix)
- 1977 : Le Diable dans la boîte de Pierre Lary : Ballancourt
- 1981 : La Provinciale de Claude Goretta : B. de Larive
- 1984 : Les Maîtres du soleil de Jean-Jacques Aublanc : Jacques Maxbien
- 1988 : Bernadette de Jean Delannoy : Mgr Laurence Bernard
- 1988 : La Queue de la comète d'Hervé Lièvre : le médecin-chef
- 1990 : Lacenaire de Francis Girod : Alphonse Damoiseau
- 1991 : La Dernière Saison de Pierre Beccu : Jean Marsan
- 1995 : Fiesta de Pierre Boutron : le père Maurel
- 1999 : Pas de scandale de Benoît Jacquot : Edmond
- 2001 : Éloge de l'amour de Jean-Luc Godard : le grand-père

### Télévision
- 1959 : Le Juge de Malte
- 1967 : La Princesse du rail (série) : Colonel Vidal
- 1967 : La Bouquetière des innocents
- 1970 : Tête d'horloge de Jean-Paul Sassy (téléfilm)
- 1970 : Noële aux quatre vents  (série) d'Henri Colpi : Mr Saulieu
- 1974 : Eugène Sue : Le père et le commissaire
- 1974 : Julie Charles : Mr de Lamartine
- 1974 : L'Homme au contrat (série) : Nelson
- 1975 : Ces grappes de ma vigne (feuilleton) : Trousselier
- 1977 : Foch pour vaincre : Pétain
- 1977 : Un juge, un flic de Denys de La Patellière, première saison (1977), épisode : Les Drogueurs
- 1977 : La Lettre écarlate : Le Révérend Wilson
- 1978 : Les Jeunes Filles de Lazare Iglesis : Mr Dandillot
- 1979 : Othello, d'Yves-André Hubert (TV) : Brabantio
- 1979 : Le Destin de Priscilla Davies : Le propriétaire
- 1979 : La Lumière des justes (feuilleton) : Poitevin
- 1979 : Les Yeux bleus (feuilleton) : Le général Courie de Guy
- 1979 : Bernard Quesnay : Achille
- 1980 : Le Mandarin : Lechize
- 1980 : La Fraîcheur de l'aube : Marcus Soloway
- 1980 : L'Inconnu d'Arras : Le père
- 1981 : Anthelme Collet ou Le brigand gentillhomme (feuilleton) : Mgr Nice
- 1981 : Histoire contemporaine (feuilleton) : Le duc de Brèce
- 1981 : Ursule Mirouët : Bouvard
- 1982 : Le Procès de Shamgorod : Berish
- 1983 : Deux amies d'enfance (feuilleton)
- 1983 : Dessin sur un trottoir : Archibald
- 1984 : Au théâtre ce soir : Dom Juan de Molière, mise en scène Robert Manuel, réalisation Pierre Sabbagh, Théâtre Marigny
- 1984 : L'Homme de Suez de Christian-Jaque
- 1985 : Châteauvallon de Paul Planchon, Serge Friedman et Emmanuel Fonlladosa, (série) : Antonin Berg
- 1985 : L'Herbe rouge : Voix du sénateur
- 1986 : Madame & ses Flics de Roland-Bernard, épisode : Le Prix du Cadavre
- 1986 : Médecins de nuit de Nicolas Ribowski, épisode : Nuit de Chine (série télévisée) : Le prêtre
- 1987 : Vaines recherches : Le procureur
- 1988 : Allô, tu m'aimes ? (feuilleton) de Pierre Goutas
- 1989 : La Grande Cabriole (feuilleton) : Mr de Chabrillant
- 1991 : En mémoire de Victor (Intrigues) d'Emmanuel Fonlladosa
- 1994 : L'Aquila della notte
- 1995 : Sandra, princesse rebelle de Didier Albert (série TV)
- 1997 : Le Dernier Été : Maréchal Pétain
- 1999 : Balzac
- 2000 : Les Enfants du printemps (feuilleton) : Edmond

## Doublage

### Films
- Errol Flynn dans :
  - Les Aventures de Robin des Bois (1938) : Robin de Locksley / Robin des Bois
  - Les Conquérants (1939) : Wade Hatton
  - La Piste de Santa Fe (1940) : Jeb Stuart
  - L'Aigle des mers (1940) : Le capitaine Geoffrey Thorpe
  - Saboteur sans gloire (1944) : Jean Picard
  - Les Aventures de don Juan (1948) : Don Juan
  - Kim (1950) : Mahbub Ali
  - Montana (1950) : Morgan Lane
  - La Révolte des dieux rouges (1950) : Le capitaine Lafe Barstow
  - La Taverne de la Nouvelle-Orléans (1951) : Capt. Michael Fabian
  - À l'abordage (1952) : Brian Hawke
  - Le soleil se lève aussi (1957) : Mike Campbell
  - Istanbul (1957) : James Brennan
- Robert Taylor dans :
  - Convoi de femmes (1951) : Buck Wyatt
  - Quo Vadis (1951) : Marcus Vinicius
  - Le Grand Secret (1952) : Le lieutenant colonel Paul W. Tibbets
  - Vaquero (1953) : Rio
  - Les Chevaliers de la Table ronde (1954) : Lancelot
  - La Vallée des Rois (1954) : Mark Brandon
  - Sur la trace du crime (1954) : Christopher Kelvaney
  - Les Aventures de Quentin Durward (1955) : Quentin Durward
  - L'Aventure fantastique (1955) : Bushrod Gentry
  - La Dernière Chasse (1956) : Charles Gilson
  - Traquenard (1958) : Thomas 'Tommy' Farrell
  - Le Trésor du pendu (1958) : Jake Wade
- James Mason dans :
  - Pris au piège (1949) : Dr Larry Quinada
  - Madame Bovary (1949) : Gustave Flaubert
  - Le Renard du désert (1951) : Le maréchal Erwin Rommel
  - Jules Cesar (1953) : Brutus
  - Une étoile est née (1954) : Norman Maine
  - Derrière le miroir (1956) : Ed Avery
  - Voyage au centre de la Terre (1959) : Le professeur Oliver Lindenbrook
  - Le Crépuscule des aigles (1966) : Le général Comte von Klugermann
  - Mayerling (1968) : L'empereur François-Joseph
  - Police Magnum (1971) : Alan Hamilton
- Orson Welles dans :
  - Le Troisième Homme (1949) : Harry Lime
  - La Rose noire (1950) : Bayan (1er doublage)
  - Othello (1952) : Othello
  - Les Racines du ciel (1958) : Cy Sedgewick
  - Le Salaire du diable (1958) : Virgil Renchler
  - Les Feux de l'été (1958) : Will Varner
  - Le Génie du mal (1959) : Jonathan Wilk
  - La Fabuleuse Aventure de Marco Polo (1965) : Akerman, précepteur de Marco Polo
  - Un homme pour l'éternité (1966) : Le cardinal Wolsey
  - L’Ile au trésor (1972) : Long John Silver
- Charlton Heston dans :
  - Le Fils de Géronimo (1952) : Jim Ahern, Cœur Vaillant
  - Sous le plus grand chapiteau du monde (1952) : Marc Braden
  - Le Général invincible (1953) : le président Andrew Jackson
  - Les Dix commandements (1956) : Moïse
  - Terre sans pardon (1956) : Le capitaine Colt Saunders
  - Les Trois Mousquetaires (1973) : Le cardinal de Richelieu
  - On l’appelait Milady (1974) : Le cardinal de Richelieu
  - Le Prince et le Pauvre (1978) : Henry VIII
  - Solar Crisis (1990) : L'amiral Skeet Kelso
- Cary Grant dans :
  - Intelligence Service (1935) : Michael Andrews
  - Gunga Din (1939) : Le sergent Archibald Cutter
  - Nuit et Jour (1946) : Cole Porter
  - Allez coucher ailleurs (1949) : Capitaine Henri Rochard
  - La Main au collet (1955) : John Robie, « le Chat » (Georges Robert en VF)
  - Orgueil et Passion (1957) : Anthony
  - La Péniche du bonheur (1958) : Tom Winters
  - Opération jupons (1959) : Le lieutenant-commandant (puis vice-amiral) Matt T. Sherman
- Ray Milland dans :
  - Le Poison (1945) : Don Birnam
  - La Grande Horloge (1948) : George Stroud
  - Terre damnée (1950) : Johnny Carter
  - Gold (1974) : Hurry Hirschfeld
  - Le Putsch des mercenaires (1979) : Le colonel Noel Brettle
- Victor Mature dans :
  - Samson et Dalila (1949) : Samson
  - Le Grand Chef (1954) : Victor Mature
  - Les Inconnus dans la ville (1955) : Shelley Martin
  - Safari (1956) : Ken Duffield
  - Zarak le valeureux (1956) : Zarak Khan
- Gary Cooper dans :
  - Les Trois Lanciers du Bengale (1935) : Le lieutenant Alan McGregor
  - Le Rebelle (1948) : Howard Roark
  - La Loi du Seigneur (1956) : Jess Birdwell (Jean)
  - Cargaison dangereuse (1959) : Gideon Patch
- Amedeo Nazzari dans :
  - Du sang dans le soleil (1954) : Costantino Corraine
  - Les Frères corses (1961) : Orlandi
  - Le Meilleur Ennemi (1961) : Commandant Fornari
  - Néfertiti, reine du Nil (1961) : Aménophis
- Yul Brynner dans :
  - Le Roi et moi (1956) : Le roi Rama IV
  - Le Bruit et la fureur (1958) : Jason Compson
  - Morituri (1965) : Le capitaine Muller
  - La Fantastique Histoire vraie d'Eddie Chapman (1966) : Baron von Grunen
- Burt Lancaster dans :
  - La Flèche et le Flambeau (1950) : Dardo Bartoli
  - Le Chevalier du stade (1950) : Jim Thorpe
  - L'Île du docteur Moreau (1977) : Dr Paul Moreau
- Gregory Peck dans :
  - David et Bethsabée (1951) : Le roi David
  - Les Gens de la nuit (1954) : Le colonel Steve van Dyke
  - Moby Dick (1956) : Le capitaine Achab
- Pedro Armendariz dans :
  - Lucrèce Borgia (1953) : César Borgia
  - Les Rebelles (1954) : Général Calleja
  - Diane de Poitiers (1956) : Le roi François 1er
- Anthony Quinn dans :
  - Barabbas (1961) : Barabbas
  - La Rancune (1964) : Serge Miller
  - La Fabuleuse Aventure de Marco Polo (1965) : Kubilai Khan
- Christopher Lee dans :
  - Une messe pour Dracula (1970) : Comte Dracula
  - Dracula 73 (1972) : Comte Dracula
  - Dracula vit toujours à Londres (1973) : Comte Dracula
- John Huston dans :
  - Le Lion et le vent (1975) : John Hay
  - L'Évadé (1975) : Harris Wagner
  - Tentacules (1977) : Ned Turner
- Edmond O'Brien dans :
  - Les Tueurs (1946) : Jim Reardon
  - Le Voyage fantastique (1966) : Le Général Carter
- Michael Wilding dans :
  - Le Grand Alibi (1949) : inspecteur Wilfred Smith
  - Les Amants du Capricorne (1949) : Hon. Charles Adare
- José Ferrer dans :
  - La Belle du Pacifique (1953) : Alfred Davidson
  - Ouragan sur le Caine (1954) : lieutenant Barney Greenwald
- Laurence Olivier dans :
  - Le Prince et la Danseuse (1957) : Charles, le Grand Duc et régent
  - Spartacus (1960) : Crassus
- Ivo Garrani dans :
  - Les Travaux d’Hercule (1958) : Pélias
  - La Bataille de Marathon (1959) : Crésus, le père d'Andromède
- Robert Brown dans :
  - Octopussy (1983) : « M »
  - Dangereusement vôtre (1985) : « M »

- 1936 : La Fille du bois maudit : Jack Hale (Fred MacMurray)
- 1936 : Une aventure de Buffalo Bill : un membre du gouvernement de l'Union[Qui ?]
- 1939 : Le Brigand bien-aimé : Frank James (Henry Fonda)
- 1940 : Une femme dangereuse : Le procureur (Henry O'Neill)
- 1941 : Le Signe de Zorro : Don Diego Vega / Zorro (Tyrone Power) (1er doublage)
- 1943 : La Loi du Far West : Bat Masterson (Albert Dekker)
- 1944 : To Be or Not to Be : Narration
- 1944 : L'Imposteur : Le lieutenant Varenne (Richard Whorf)
- 1947 : Les Démons de la liberté : Robert 'Soldier' Becker (Howard Duff)
- 1948 : Le Trésor de la Sierra Madre : Curtin (Tim Holt)
- 1948 : Johnny Belinda : Locky McCormick (Stephen McNally)
- 1949 : L’Atlantide : Le capitaine Jean Morhange (Dennis O'Keefe)
- 1949 : Le Bagarreur du Kentucky : Le shérif de mobile (Michael Ross)
- 1950 : L'Aigle du désert : Omar (Richard Greene)
- 1950 : La Femme aux chimères : Richard « Rick » Martin (Kirk Douglas)
- 1950 : Dallas, ville frontière : Marshall Martin Weatherby (Leif Erickson)
- 1951 : L'Ange des maudits : Frenchy Fairmont (Mel Ferrer)
- 1952 : Le Fils d'Ali Baba : Narration
- 1952 : Salomé : le commandant Claudius (Stewart Granger)
- 1955 : Dix hommes à abattre : John Stewart (Randolph Scott)
- 1955 : L'Homme de la plaine : Chris Boldt (Jack Elam)
- 1956 : Alexandre le Grand : Démosthène (Michael Hordern)
- 1956 : Comanche : Quanah Parker, le chef des Kwahadi (Kent Smith)
- 1956 : Le Tour du monde en quatre-vingts jours : Roland Hesketh-Baggott (Noël Coward)
- 1957 : L’Or de Naples
- 1957 : L'Odyssée de Charles Lindbergh : Harold Bixby (David Orrick McDearmon)
- 1957 : Les Nuits de Cabiria : Alberto Lazzari (Amedeo Nazzari)
- 1958 : Les Nus et les Morts : Le général Cummings (Raymond Massey)
- 1959 : Les Derniers Jours de Pompéi : Arbacès, grand prêtre (Fernando Rey)
- 1959 : La Vengeance d'Hercule : Euritos (Broderick Crawford)
- 1960 : Les Légions de Cléopâtre : Imotio (Andrea Aureli)
- 1960 : Sous dix drapeaux : L'amiral Russell (Charles Laughton)
- 1960 : Coulez le Bismarck ! : Edward R. Murrow (Lui-même)
- 1960 : Les Cosaques : le Sheik Shamil (Edmund Purdom)
- 1960 : Un brin d'escroquerie : Sir Charles Holland (George Sanders)
- 1960 : La Longue Nuit de 43 : Carlo Aretusi (Gino Cervi)
- 1961 : Le Sous-marin de l'apocalypse : Amiral Harriman Nelson (Walter Pidgeon)
- 1961 : L’Enlèvement des Sabines : Titus Tatius (Folco Lulli)
- 1962 : Tarass Bulba : Filipenko (Sam Wanamaker)
- 1963 : La Guerre de Troie : Achille (Arturo Dominici)
- 1966 : Les Professionnels : Henry "Rico" Fardan (Lee Marvin)
- 1971 : Big Jake : John Fain (Richard Boone)
- 1972 : Un flic : Louis Costa (Michael Conrad)
- 1972 : Le Professeur : Pr Porra (Salvo Randone)
- 1975 : La Chevauchée sauvage : Luke Matthews (James Coburn)
- 1976 : Network : Main basse sur la télévision : Arthur Jensen (Ned Beatty)
- 1980 : Le Tour du monde en 80 jours
- 1981 : Les Chariots de feu : le principal de l'université de Caïus (Lindsay Anderson)
- 1981 : Excalibur : Narration
- 1981 : Le Dragon du lac de feu : Ulrich (Ralph Richardson)
- 1982 : L'Année de tous les dangers : Colonel Henderson (Bill Kerr)
- 1986 : Le Nom de la rose : Jorge de Burgos (Feodor Chaliapin Jr.)

#### Films d'animation
- 1940 : Pinocchio : Grand Coquin (1er doublage)
- 1978 : Le Seigneur des anneaux : Gandalf
- 1989[6] : La Petite Sirène : le Roi Triton
- 1997 : Hercule : le narrateur (Charlton Heston)
- 1998 : Mulan : Grand ancêtre
- 2000 : La Petite Sirène 2 : le roi Triton